# مانويل بابلو غارسيا
مانويل بابلو غارسيا (بالإسبانية: Manuel Pablo García)‏ (11 نوفمبر 1980 الأرجنتين - ) هو لاعب كرة قدم أرجنتيني يلعب كمهاجم.

## روابط خارجية
- مانويل بابلو غارسيا على موقع قاعدة بيانات كرة القدم.إي يو (الإنجليزية)
- مانويل بابلو غارسيا على موقع Soccerway.com (الإنجليزية)